# Orange domherre
Orange domherre (Pyrrhula aurantiaca) är en bergslevande asiatisk fågel i familjen finkar inom ordningen tättingar.

## Utseende och läte
Orange domherre är en rätt liten (14 cm) domherre med kort, nedåtböjd näbb och något kluven stjärt. Hanen har orange huvud och kropp samt orangebeige vingband. Honan har grått på nacke och hjässa. Ungfågeln liknar honan men saknar grått på huvudet. Sången beskrivs på engelska som ett högljutt "tew" följt av en snabb, metallisk upprepad trestavig ramsa: "tyatlinka-tlinka".

## Utbredning
Fågeln förekommer i bergsskogar i nordvästra västra Himalaya från norra Pakistan (Chitral och Gilgit) österut till norra Kashmir. Arten är delvis höjdsledsflyttare, där många individer söker sig till lägre (1600-2330 meteter över havet) och något sydligare områden (Himachal Pradesh vintertid. Den har även påträffats i Uttarakhand.

## Systematik
Orange domherre är systerart till artparet rödhuvad domherre (P. erythrocephala) och gråhuvad domherre (P. erythaca). Den behandlas som monotypisk, det vill säga att den inte delas in i några underarter.

## Levnadssätt
Orange domherre förekommer i bergstrakter i gran-, tall- och blandskog, vanligen mellan 2700 och 3500 meters höjd. Den är en tystlåten och diskret fågel som kan sitta helt still i långa stunder i träd, undervegetationen eller på marken. Födan består mest av hårdskaliga frön, knoppar, bär och skott från träd och större buskar. Fågeln häckar från slutet av maj till början av augusti och lägger troligen två kullar.

## Status och hot
Arten har ett stort utbredningsområde och en stor population med stabil utveckling och tros inte vara utsatt för något substantiellt hot. Utifrån dessa kriterier kategoriserar internationella naturvårdsunionen IUCN arten som livskraftig (LC). Världspopulationen har inte uppskattats men den beskrivs som vanlig eller mycket vanlig.